# Ethemon brevicorne
Ethemon brevicorne är en skalbaggsart som beskrevs av Dilma Solange Napp och Reynaud 1998. Ethemon brevicorne ingår i släktet Ethemon och familjen långhorningar. Inga underarter finns listade i Catalogue of Life.